# ツール・ド・北海道協会
公益財団法人ツール・ド・北海道協会（つーるどほっかいどうきょうかい、英語: Tour de Hokkaido Association）は、サイクルスポーツを核とした活動を展開するとともに、ツール・ド・北海道競技会の開催を通じて、サイクルスポーツ競技等を促進するために活動する公益法人。

## 主な事業内容
ツール・ド・北海道協会ホームページより
- ツール・ド・北海道大会及びこれに関連する事業
- ツール・ド・北海道大会による産業の振興
- ツール・ド・北海道大会による北海道の観光資源・ 産業の開発
- ツール・ド・北海道大会による交通安全の普及
- ツール・ド・北海道国際大会の開催
- サイクルスポーツの普及・振興及び自転車利用の普及・振興